# شبح‌سازی (تلویزیون)

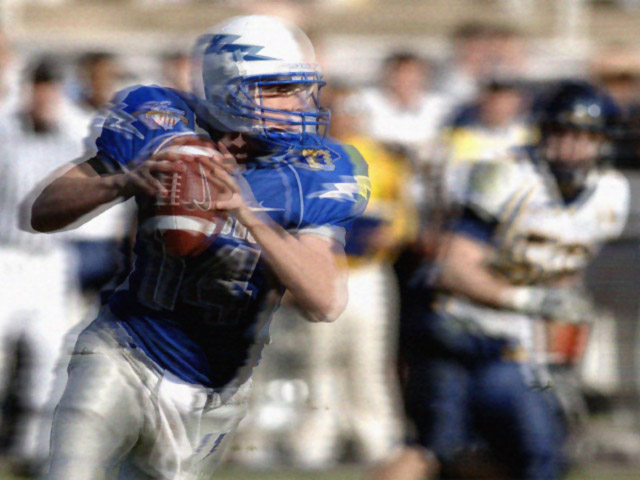
یک نمونه شبیه‌سازی‌شده از شبح‌سازی شدید در یک پخش‌همگانی تلویزیونی آنالوگ.

در تلویزیون، یک شبح یک کپی از تصویر ارسال شده‌است، در موقعیت آفست، که بر روی تصویر اصلی برهم‌نموده‌است. اغلب زمانی ایجاد می‌شود که سیگنال تلویزیون از دو مسیر مختلف به آنتن گیرنده با کمی تفاوت در زمان‌بندی می‌رسد.

## شبح‌سازی آنالوگ
دلایل رایج شبح‌ها (به معنای خاص تر) عبارتند از:
- عدم تطبیق امپدانس در طول کانال ارتباطی که باعث بازتاب ناخواسته می‌شود. اصطلاح فنی برای این پدیده زنگ‌زنی است.
- اعوجاج چندمسیره، زیرا امواج فرکانس رادیویی ممکن است مسیرهایی با طول‌های مختلف (با بازتاب از ساختمان‌ها، خطوط انتقال، هواپیما، ابرها و غیره) طی کنند تا به گیرنده برسند. علاوه بر این، نشت RF ممکن است به سیگنال اجازه دهد تا از مسیر دیگری وارد مجموعه شود.

### پیش‌پژواک
اگر شبح در سمت چپ تصویر اصلی دیده شود، احتمالاً مشکل از پیش‌پژواک (به انگلیسی: Pre-echo) است، که در ساختمان‌هایی با خط‌انتقال تلویزیونی بسیار طولانی مشاهده می‌شود که در آن نشتی RF به سیگنال تلویزیون اجازه داده شده که توسط یک مسیر دوم وارد تیونر شود. به عنوان مثال، وصل کردن یک آنتن اضافی به تلویزیونی که قبلاً اتصال آنتن تلویزیونی مشترک (یا تلویزیون کابلی) دارد، می‌تواند باعث این وضعیت شود.

## شبح‌سازی دیجیتال
شبح‌سازی مختص انتقال آنالوگ نیست. ممکن است در تلویزیون دیجیتال زمانی ظاهر شود که ویدیوی درهم آمیخته به اشتباه برای نمایش در دستگاه‌های خروجی اسکن پیشرونده به‌طور نادرست از هم جدا شده باشد. سازوکارهایی که باعث ایجاد شبح‌سازی در تلویزیون آنالوگ می‌شوند ممکن است سیگنال را بیش از استفاده برای تلویزیون دیجیتال خراب کنند. 8VSB، COFDM، و دیگر طرح‌های مدولاسیون به دنبال اصلاح این هستند.